# ميخائيل جاكسون (لاعب كرة قدم)
ميخائيل جاكسون (بالإنجليزية: Michael Jackson)‏ (26 يونيو 1980 بشلتنهام في المملكة المتحدة - ) هو لاعب كرة قدم بريطاني في مركز الوسط. لعب مع سوانزي سيتي وWeston-super-Mare A.F.C. ‏ ونادي باث سيتي ونادي تشيلتنهام تاون لكرة القدم وBishop's Cleeve F.C. ‏ وCirencester Town F.C. ‏.

## وصلات خارجية
- ميخائيل جاكسون على موقع قاعدة بيانات كرة القدم.إي يو (الإنجليزية)